# Ослободилачка национална армија
Ослободилачка национална армија (ОНА; алб. Ushtria Çlirimtare Kombëtare, UÇK; мкд. Ослободителна народна армија, ОНА), позната и као македонска УЧК, била је албанска милитантна и сепаратистичка милиција која је 2001. започела оружани сукоб на територији Републике Македоније. По неким изворима она је уско повезана са Ослободилачком војском Косова (ОВК). Оружани сукоб је завршен потписивањем Охридског споразума, којим су Албанци у Македонији добили већа права.

## Настанак
По неким изворима, ОНА је настала као наставак и трансформација Ослободилачке војске Косова на простору Северне Македоније, а њени чланови су бивши припадници ОВК који су учествовали у борбама на Косову и Метохији. Са распуштањем Ослободилачке војске Прешева, Медвеђе и Бујановца већина њених припадника је прешла на територију Републике Македоније у састав ОНА.
Према многим изворима, крајњи циљ ОНА и ОВПМБ је независност Косова, што би представљало територијалну језгро на које би требало да се прикључи јужна Србија (тачније Прешевска долина) и западна Македонија.
Главни штаб ОНА је био у Призрену на челу са Ермушом Џемаилом, Али Ахметијем као политичким представником, Фазли Велиуом као одговорним за дијаспору и Гезимом Остренијем као главним војним командантом.
ОНА је добијала сталну логистичку подршку у финансијама, оружју, добровољцима, храни и лијековима од власти са Косова и из Албаније, албанске дијаспоре, као и локалног албанског становништва у Македонији. Велики дио припадника ОНА је пред сам почетак оружаних сукоба био на војној обуци у Сјеверној Албанији.

## Формирање
ОНА је своје јединице формирала у виду бригада и давала им је називе по троцифреним бројевима. Прва формирана је т.н. 112. бригада у близини Куманова и 113. бригада у близини Тетова.
ОНА је формирана у јесен 1999. године, и предводио ју је бивши командант ОВК Али Ахмети, унук Фазли Велиуа. Захтјеви у првом плану су били засновани на стварање конфедерације у Северној Македонији. Према појединим изворима, високи команданти ОНА су изјављивали да они нису хтјели угрозити стабилност и територијални интегритет, и да су кроз герилски рат тражили своја права у Северној Македонији, једнака правима Македонаца. Влада Републике Македоније је у почетку тврдила да је ОНА терористичка, екстремистичка и сепаратистичка организација чији је циљ био отцјепљење дијелова Северне Македоније, гдје Албанци чине већину, и њихово припајање Косову или стварању Велике Албаније.
На почетку, 22. јануара, ОНА је нападе на македонске снаге безбједности вршила употребом лаког наоружања. Сукоб је убрзо ескалирао и почетком марта 2001. године, припадници ОНА су успоставили контролу на великом дијелу сјеверних и западних дјелова Северне Македоније, да би на крају стигли на неколико километара од Скопља, заузимајући село Арачиново.
Током марта, ОНА је неуспјешно покушавала заузети град Тетово у отвореном оружаном сукобу, контролишући брдске и планинске приједеле између Косова и Тетова. Влада Северне Македоније 3. маја 2001. године покреће велики противнапад у кумановској области. ОНА 13. јуна успијева заузети село Арачиново. Двије сукобљене стране су 13. августа 2001. године потписале мировни споразум познат као Охридски споразум, којим је сукоб у земљи доведен до краја, а припадници ОНА су добили амнестију од македонских власти.

## Састав и војне способности
Према процјени ОНА је имала око 5.000 припадника. Дио припадника ОНА су обучавале британске снаге. Исто као и у случају ОВК-а, они су раним ратним дејствима користили лако наоружање њемачког, америчког, кинеског, албанског и југословенског поријекла. Били су опремљени аутоматским и полуаутоматским пушкама, ручним минобацачима, противтенковским и противпјешадијским минама, ручним бомбама, противавионским митраљезима, снајперским пушкама са великим дометом. Како је рат одмицао, побуњеници су дошли у посјед тешког наоружања, укључујући и тенкове Т-55 и оклопна возила, која су заплијенили током борбе са македонским снагама безбједности.

## Напомена
1. ↑  УЧК је транскрипција скраћенице на албанском (UÇK) која се односи на двије сепаратистичке и терористичке албанске организације, Ослободилачку војску Косова и Ослободилачку националну армију, чије скраћенице на српском нису исте, тако да је скраћеница прве ОВК, а друге ОНА.